# Malaisius siamensis
Malaisius siamensis är en skalbaggsart som beskrevs av Li och Yang 1999. Malaisius siamensis ingår i släktet Malaisius och familjen Melolonthidae. Inga underarter finns listade i Catalogue of Life.